# Ivan III., kralj Navare
Ivan III. (1469. — 14. lipnja 1516.), također poznat kao Jean d'Albret, bio je de jure uxoris kralj Navare. Bio je sin Alana I. Albreta, lorda Albreta, i njegove supruge, Françoise de Châtillon.

## Kralj Navare

### Brak s Katarinom i uspon na prijestolje
Ivan III. postao je kralj Navare i grof Foixa na temelju braka sklopljenog 1484. s kraljicom Katarinom, nasljednicom Franje Febusa godine 1483. Dijelio je s Katarinom poslove koji su se odnosili na vlast u kraljevstvu, ali njegova vladavina bila je obilježena skrbništvom Katarinine majke Magdalene de Valois do 1494. (koja je umrla godine 1495.) te upornim diplomatskim i vojnim pritisku Ferdinanda II. od Aragona na krunu Navare, koji je u Navari podržavala stranka Beaumont.
On i Katarina su okrunjeni za vladare u Pamploni 10. siječnja 1494. Uoči svečanosti, Luj Beaumont-grof Lerín-preuzeo je i opljačkao uporište. Na Božić 1493., grof je blokira kralju i kraljici pristup u glavni gradu, ali nakon što j dogovoren kratkotrajni mir, svečanost je održana. U jednotjednom festivalu koji je trajao zbog krunidbene svečanosti, Ivan III. i njegov otac su na baskijskom jeziku nazivani "Labrit".

### Invazija na kraljevstvo
Godine 1512.,  u Navaru je provalila kombinirana kastilsko-aragonska vojskea koju je poslao Ferdinand II.  Aragonski, čiji je druga žena bila Germaine de Foix (1490. – 1538.), rođakinja kraljice Katarine. Kastilijanskim vojnicima je zapovijedao vojvoda od Albe te su oni prešli prema Donjoj Navari zauzevši St-Jean-Pied-de-Port 10. rujna 1512. i pustošeći županiju  (merindadu). Tamo su se Kastilijancima tvrdoglavo suprotstavili kneževi odanih Ivanu III.  i Katarini, ali Kastilijanci su zadržali St-Jean-Pied-de-Port i zaleđe. Nakon invazije, Navara južno od Pireneja pripojen Kastiliji nominalno kao autonomno kraljevstvo (aeque principalis) od strane pobjednika Ferdinand nakon polaganja prisege da će poštovati navareške zakone i institucije (1515.).
Kraljevska obitelj je našla utočište u Bearnu, kraljevskoj domeni podno Pirineja. Sabori Navare i Bearn donijeli su godine 1510. zakon o stvaranju konfederaciju s ciljem osiguranja bolje obrane od vanjske agresije. Glavni grad Bearna je Pau, koji su Ivan III. i Katarina uzeli kao glavnu bazu uz Orthez i Tarbes u posljednjem razdoblju.

### Pokušaj preotimanja i smrt
Nakon što je aragonski kralj Ferdinand umro u siječnju 1516., kralj Ivan III. je skupio vojsku u Sauveterre-de-Béarn sastavljenu od navarskih prognanika i ljudi iz svih njegovih domena, posebno iz Bearna, ali ukupna brojka boraca iznosila je ne više od nekoliko stotina: 59 Napredak dva stupca pod vodstvom Pedra, maršala Navare je zaustavili su točno na Pirinejima Kastilijanci zbog špijuna kastilskog kardinala Cisneros.
Potišten od poraza i nepovoljnih diplomatskih rezultata, Ivan II. umro je u dvorcu Esgouarrabaque u Moneinu, Bearn, 17. lipnja 1516, nakon što je ležao zbog fatalne groznice. 60 Do posljednjeg trenutka borio kako bi dobili Navaru natrag od Španjolaca, pozivajući kraljicu Katarinu na slanje predstavnika u Sabor Kastilije zahtijevati obnovu kraljevstva Navare </ref name="bustillo">:. 60 Unatoč njegovoj želji da bude sahranjen u katedrali Santa Maria u Pamploni, stalna španjolska okupacija je to spriječila to. Njegovo tijelo počiva umjesto u katedrali Lescar (Bearn)  uz tijelo kraljice Katarine, koja ga je nadživjela samo nekoliko mjeseci.

## Sudbina Navare i njihove dinastije
Donja Navara ostala je nasljednicima Ivana III.  nakon što su se španjolski vojnici trajno povukli iz regije 1528. godine (osim za predstražu Valcarlos), sve više dolazeći pod francuski utjecaj. Nakon što je kralj Henrik III.  (kao Henrik IV.) je postavljen na   francusko prijestolje 1589., on i njegovi nasljednici nazivali su sebe  kraljevima Francuske i Navare do 1790. Međutim, nezavisna kraljevina postala de facto francuska zavisna država 1620. kada je Luj XIII. Srozao svu važnost navarskih   zakonodavnih i pravosudnih tijela (1620. – 1624.) i spojio pirinejsko kraljevstvo s Francuskom.

## Potomstvo
On je i kraljica Katarina Navarra su roditelji trinaest djecu-drugi izvori ukazuju na četrnaest: </ref name="bustillo">: 76
- Ana (1492. – 1532.)
- Magdalena (1494. – 1504.)
- Katarina (1495. – 1532.), opatica
- Kviterija (1499. – 1536.), opatica
- mrtvorođeni sin (1500.)
- Andrija Feb (1501. – 1503.)
- Henrik II. (1503. – 1555.)
- Bonaventura (1505. – 1511.)
- Martin (1506. – 1512.)
- Franjo (1508. – 1512.)
- Karlo (1510. – 1528.), umro kao ratni zarobljenik tijekom talijanskih ratova
- Izabela (1513. – 1555.), supruga Renata I., vikonta Rohana